# Isso
Isso – miejscowość i gmina we Włoszech, w regionie Lombardia, w prowincji Bergamo.
Według danych na styczeń 2009 gminę zamieszkiwało 680 osób przy gęstości zaludnienia 138,8 os./km².